# Nikołaj Szaronow

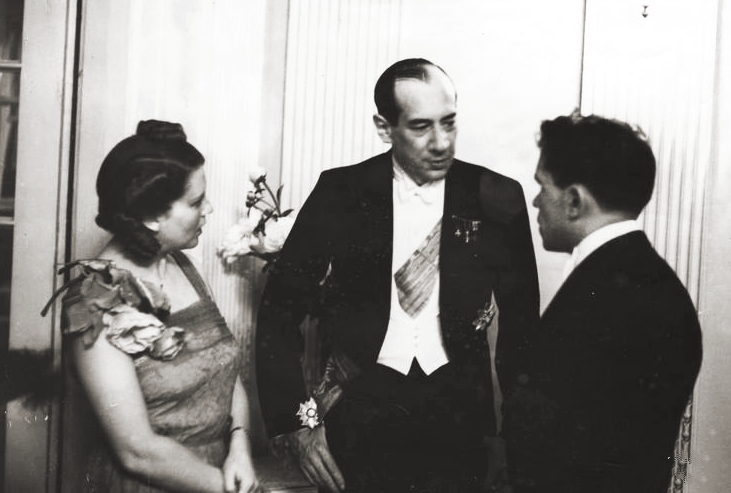
Szaronow i jego żona w rozmowie z ministrem spraw zagranicznych RP Józefem Beckiem w czerwcu 1939

Nikołaj Iwanowicz Szaronow (ros. Николай Иванович Шаронов; ur. 1901, zm. ?) – sowiecki dyplomata, ambasador ZSRR w Albanii i w Grecji w latach 1937–1939, ambasador i minister pełnomocny ZSRR w II Rzeczypospolitej od 2 czerwca do 17 września 1939. Od 26 października 1939 do 23 czerwca 1941 poseł ZSRR na Węgrzech. 

## Życiorys
8 maja 1939 prezydent RP Ignacy Mościcki zaakceptował Nikołaja Szaronowa na stanowisku desygnowanego ambasadora ZSRR w Polsce. Szaronow złożył listy uwierzytelniające w Warszawie 2 czerwca 1939 wygłaszając przy tym oświadczenie o przyjaznych, dobrosąsiedzkich stosunkach między oboma krajami. Po agresji III Rzeszy na Polskę Nikołaj Szaronow towarzyszył wraz z korpusem dyplomatycznym Ministerstwu Spraw Zagranicznych RP, ewakuowanemu do Krzemieńca. 10 września 1939 uzyskał zgodę ministra Józefa Becka na przekroczenie granicy polsko-radzieckiej, rzekomo w celu nawiązania bezpośredniego połączenia telefonicznego z Moskwą. Nie było mowy o opuszczeniu Polski na stałe, jednak ambasador już nie powrócił. Świadek tych wydarzeń, dyplomata brazylijski mówił, że

...nie bardzo rozumie, dlaczego ambasador, aby zatelefonować z miejscowości odległej stąd zaledwie o 25 km, potrzebował obładowywać się pięcioma przynajmniej walizami na dachu i jeszcze kilkoma po bokach samochodu.

Wraz z jego wyjazdem faktycznemu zakończeniu uległa misja dyplomatów ZSRR w Polsce - na tydzień przed agresją ZSRR na Polskę i jednostronnym zerwaniem stosunków dyplomatycznych przez ZSRR.
17 września 1939 ZSRR uznał jednostronnie ustanie stosunków dyplomatycznych z Polską ogłaszając w nocie do ambasadora RP (nieprzyjętej przez ambasadora) zaprzestanie istnienia państwa polskiego i w konsekwencji nieważność wszystkich umów zawartych pomiędzy ZSRR a Polską, lub umów międzynarodowych z udziałem Polski i ZSRR jako sygnatariuszy. Ambasador RP w ZSRR Wacław Grzybowski po próbie zakwestionowania jego immunitetu dyplomatycznego przez władze ZSRR opuścił ZSRR z polskim personelem dyplomatycznym po interwencji dziekana korpusu, ambasadora III Rzeszy Friedricha von Schulenburg.
30 lipca 1941 po układzie Sikorski-Majski stosunki dyplomatyczne wznowiono wstępnie na poziomie chargé d’affaires, następnie od września 1941 na poziomie ambasadorów (po nominacji Stanisława Kota na ambasadora Rządu RP w Moskwie, później Kujbyszewie). Ambasadorem ZSRR przy Rządzie RP na uchodźstwie został akredytowany w Londynie Aleksandr Bogomołow, który sprawował swą funkcję do 26 kwietnia 1943 - ponownego zerwania przez ZSRR stosunków dyplomatycznych z Polską.
Jego dalsze losy są nieznane. 